# Canton de Betton
Le canton de Betton est une circonscription électorale française située dans le département d'Ille-et-Vilaine et la région Bretagne.

## Histoire
Le canton est créé par décret du 27 février 1991 par scission du canton de Rennes-Nord
À la suite du redécoupage cantonal de 2014, les limites territoriales du canton sont remaniées. Le nombre de communes du canton passe de quatre à six.

## Représentation

### Représentation de 1992 à 2015
| Période         | Période          | Identité            | Étiquette | Qualité |
| --------------- | ---------------- | ------------------- | --------- | --- |
| 1992            | 1994             | Paul Ruaudel        | DVD       | Dirigeant d'entreprise, maire de Saint-Grégoire, ancien conseiller général du canton de Rennes-Nord (1988-1992) |
| 1994            | 2002 (démission) | Philippe Tourtelier | PS        | Professeur, maire de La Chapelle-des-Fougeretz (1983-2008), député (2002-2012)                                  |
| 20 octobre 2002 | 2015             | Michel Gautier      | PS        | Conseiller technique, maire de Betton (1995-2020)                                                               |

En mars 2008, Michel Gautier, conseiller général sortant se retrouva face au candidat de l'UMP Matthieu Guillemin, par ailleurs secrétaire général aux fédérations des Jeunes Populaires, la branche jeune de l'UMP.

### Représentation après 2015
| Période élective | Période élective | Mandat | Mandat   | Identité                              | Nuance | Nuance | Qualité                                                                                    |
| ---------------- | ---------------- | ------ | -------- | ------------------------------------- | ------ | ------ | ------------------------------------------------------------------------------------------ |
| 2015             | 2021             | 2015   | 2021     | Claudine David                        |        | PS     | Ingénieur Conseillère municipale de Cesson-Sévigné                                         |
| 2015             | 2021             | 2015   | 2021     | Michel Gautier                        |        | PS     | Conseiller technique Maire de Betton (1995-2020)                                           |
| 2021             | 2028             | 2021   | 2023     | Pierre Breteau (Décédé le 23/10/2023) |        | MoDem  | Conseiller en gestion Maire de Saint-Grégoire (2008-2023)                                  |
| 2021             | 2028             | 2023   | en cours | Christophe Leprêtre (Remplaçant)      |        | DVC    | Chef d'entreprise, La Chapelle-des-Fougeretz                                               |
| 2021             | 2028             | 2021   | en cours | Jeanne Féret                          |        | LREM   | Consultante en évolution professionnelle Adjointe au maire de Cesson-Sévigné (depuis 2020) |

### Résultats détaillés

#### Élections de mars 2015
À l'issue du 1er tour des élections départementales de 2015, deux binômes sont en ballottage : Claudine David et Michel Gautier (PS, 39,27 %) et Marie Desoize et Thomas Jourdain (Union de la Droite, 35,65 %). Le taux de participation est de 52,80 % (18 988 votants sur 35 962 inscrits) contre 50,90 % au niveau départemental et 50,17 % au niveau national.
Au second tour, Claudine David et Michel Gautier (PS) sont élus avec 51,46 % des suffrages exprimés et un taux de participation de 53,32 % (9 328 voix pour 19 174 votants et 35 962 inscrits).

#### Élections de juin 2021
Le premier tour des élections départementales de 2021 est marqué par un très faible taux de participation (33,26 % au niveau national). Dans le canton de Betton, ce taux de participation est de 39,98 % (15 140 votants sur 37 873 inscrits) contre 34,85 % au niveau départemental. À l'issue de ce premier tour, deux binômes sont en ballottage : Pierre Breteau et Jeanne Feret (Union au centre, 36,74 %) et Michel Gautier et Brigitte Le Men (PS, 27,97 %).
Le second tour des élections est marqué une nouvelle fois par une abstention massive équivalente au premier tour. Les taux de participation sont de 34,36 % au niveau national, 34,98 % dans le département et 39,94 % dans le canton de Betton. Pierre Breteau et Jeanne Feret (Union au centre) sont élus avec 52,37 % des suffrages exprimés (7 520 voix pour 15 133 votants et 37 886 inscrits),,.
Christophe Lepretre, chef d'entreprise à La Chapelle-des-Fougeretz, remplace Pierre Breteau.

## Composition

### Composition de 1991 à 2015

Situation du canton dans l'arrondissement de Rennes avant 2015.

Le canton de Betton regroupait quatre communes suivantes.
| Nom                       | Code Insee | Codepostal | Superficie (km2) | Population (dernière pop. légale) | Densité (hab./km2) |
| ------------------------- | ---------- | ---------- | ---------------- | --------------------------------- | ------------------ |
| Betton (chef-lieu)        | 35024      | 35830      | 26,73            | 10 292 (2012)                     | 385                |
| La Chapelle-des-Fougeretz | 35059      | 35520      | 8,71             | 4 627 (2012)                      | 531                |
| Montgermont               | 35189      | 35760      | 4,67             | 3 218 (2012)                      | 689                |
| Saint-Grégoire            | 35278      | 35760      | 17,30            | 8 783 (2012)                      | 508                |

Contrairement à beaucoup d'autres cantons, le canton de Betton n'incluait aucune commune supprimée depuis la création des communes sous la Révolution.

### Composition depuis 2015
Le canton de Betton regroupe désormais six communes entières.
| Nom                            | Code Insee | Intercommunalité | Superficie (km2) | Population (dernière pop. légale) | Densité (hab./km2) | Modifier                                    |
| ------------------------------ | ---------- | ---------------- | ---------------- | --------------------------------- | ------------------ | ------------------------------------------- |
| Betton (bureau centralisateur) | 35024      | Rennes Métropole | 26,73            | 12 775 (2022)                     | 478                | modifier les données · modifier les données |
| Cesson-Sévigné                 | 35051      | Rennes Métropole | 32,14            | 18 076 (2022)                     | 562                | modifier les données · modifier les données |
| La Chapelle-des-Fougeretz      | 35059      | Rennes Métropole | 8,71             | 4 603 (2022)                      | 528                | modifier les données · modifier les données |
| Chevaigné                      | 35079      | Rennes Métropole | 10,33            | 2 396 (2022)                      | 232                | modifier les données · modifier les données |
| Montgermont                    | 35189      | Rennes Métropole | 4,67             | 3 777 (2022)                      | 809                | modifier les données · modifier les données |
| Saint-Grégoire                 | 35278      | Rennes Métropole | 17,30            | 9 992 (2022)                      | 578                | modifier les données · modifier les données |
| Canton de Betton               | 3503       |                  | 99,88            | 51 619 (2022)                     | 517                | modifier les données                        |

## Démographie

### Démographie avant 2015
| 1999   | 2006   | 2011   | 2012   |
| ------ | ------ | ------ | ------ |
| 22 255 | 23 893 | 25 998 | 26 920 |

### Démographie depuis 2015
En 2022, le canton comptait 51 619 habitants, en évolution de +6,6 % par rapport à 2016 (Ille-et-Vilaine : +5,46 %, France hors Mayotte : +2,11 %).
| 2013   | 2018   | 2022   |
| ------ | ------ | ------ |
| 46 255 | 49 515 | 51 619 |